# Lista de espécies de Automeris

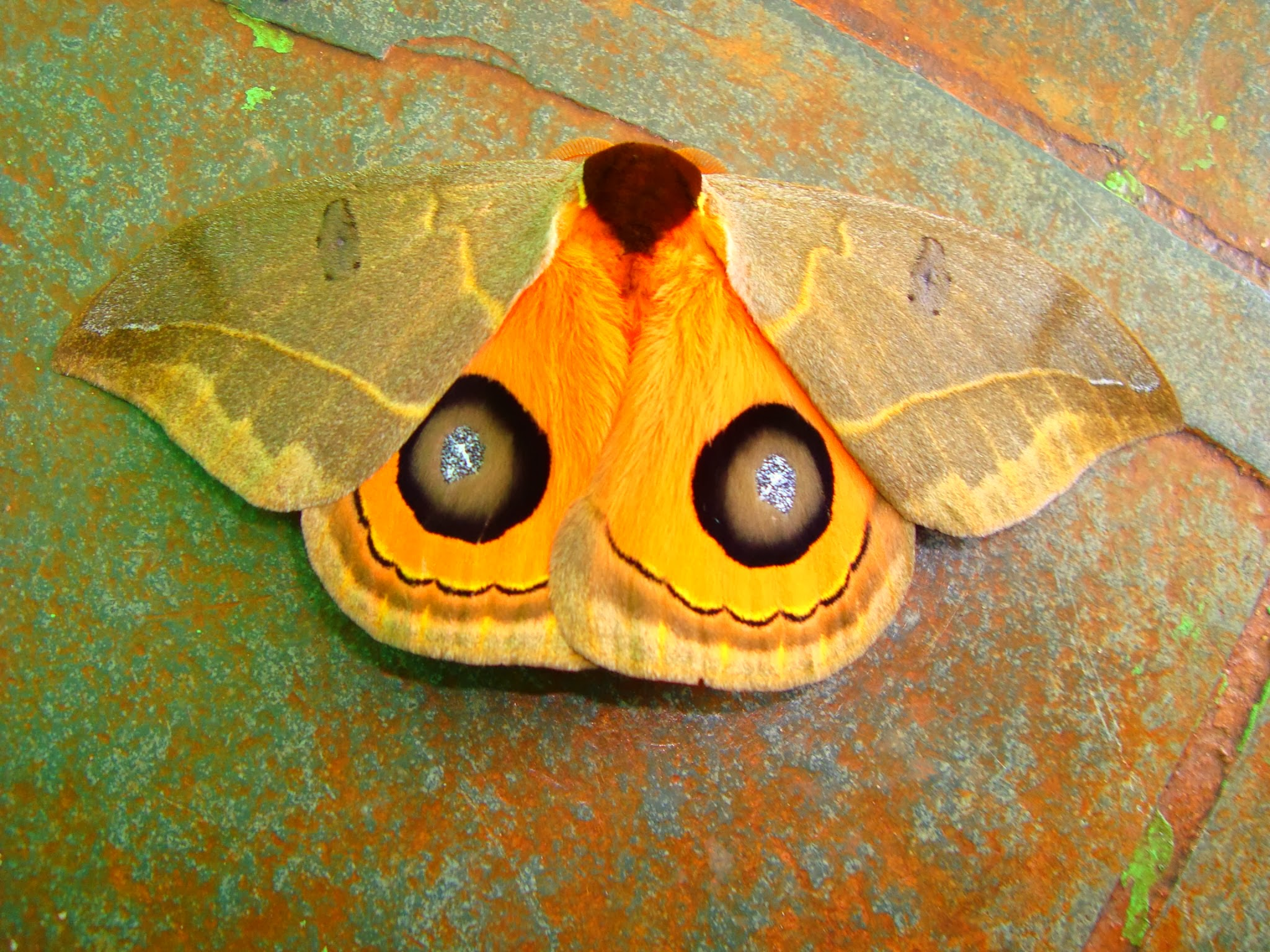
Automeris sp. em Manaus

Esta lista relaciona as espécies de mariposas do gênero Automeris.

## Listagem das espécies
Esta lista reúne as espécies que possuem artigo; clique no título para ordenar de forma diversa as espécies; grupos assinalados com um “X” representam as espécies de grupos não-identificados.

### A
| Espécie (Sinônimo)                                                   | Autoridade (Sin. Autoridade)        | Ano (Sin. Ano)            | Grupo (subgrupo)    | Subespécies |
| -------------------------------------------------------------------- | ----------------------------------- | ------------------------- | ------------------- | --- |
| A. abdomicajamarcensis                                               | Brechlin & Meister                  | 2011                      | illustris (banus)   | |
| A. abdomimeridensis                                                  | Brechlin & Meister                  | 2011                      | illustris (banus)   | |
| A. abdominalis                                                       | R. Felder & Rogenhofer              | 1874                      | X                   | |
| A. abdominapoensis                                                   | Brechlin & Meister                  | 2011                      | illustris (banus)   | |
| A. abdomiorientalis                                                  | Brechlin, Käch & Meister            | 2013                      | illustris (banus)   | |
| A. abdomipichinchensis                                               | Brechlin & Meister                  | 2011                      | illustris (banus)   | |
| A. abdomipiurensis                                                   | Brechlin & Meister                  | 2011                      | illustris (banus)   | |
| A. adelon                                                            | Hoffmann                            | 1942                      | X                   | |
| A. adusta                                                            | Hoffmann                            | 1942                      | X                   | |
| A. affinis                                                           | Bouvier                             | 1929                      | X                   | |
| A. ahuitzotli                                                        | Lemaire & Wolfe                     | 1993                      | X                   | |
| A. aknorkei                                                          | Hübner                              | 1819                      | montezuma           | |
| A. altapazia Automeris escalantei                                    | Hübner Lemaire                      | 1819 1969                 | montezuma           | |
| A. alticarchensis                                                    | Brechlin, Käch & Meister            | 2013                      | alticola            | |
| A. alticola                                                          | Lemaire                             | 1975                      | alticola            | |
| A. altotridens                                                       | Brechlin & Meister                  | 2011                      | illustris (randa)   | |
| A. altus                                                             | Conte                               | 1906                      | X                   | |
| A. amagabriellae                                                     | Brechlin & Meister                  | 2011                      | illustris (bilinea) | |
| A. amaloretensis                                                     | Brechlin & Meister                  | 2011                      | illustris (bilinea) | |
| A. amanda                                                            | Schaus                              | 1900                      | illustris (bilinea) | A. amanda amanda A. amanda amandocuscoensis A. amanda amandojunica A. amanda lichyi A. amanda lichyl A. amanda limpida A. amanda subobscura A. amanda tucuman A. amanda tucumana |
| A. amasanata                                                         | Brechlin & Meister                  | 2011                      | cecrops (cecrops)   | |
| A. amoena                                                            | Walker                              | 1865                      | X                   | A. amoena amoena A. amoena rotunda |
| A. amoenoides                                                        | Bouvier                             | 1930                      | X                   | |
| A. andensis                                                          | Brechlin & Käch                     | 2017                      | illustris (bilinea) | |
| A. andicola                                                          | Bouvier                             | 1930                      | X                   | |
| A. angulatus                                                         | Conte                               | 1906                      | illustris (hamata)  | |
| A. anika                                                             | Brechlin , Meister & van Schayck    | 2011                      | lauta               | |
| A. anikmeisterae                                                     | Brechlin & Meister                  | 2011                      | egeus               | |
| A. annulata                                                          | Schaus                              | 1906                      | X                   | A. annulata annulata A. annulata atrolimbata |
| A. approximata (Hyperchiria approximata)                             | Walker (Walker)                     | 1892 (1865)               | X                   | |
| A. argentifera                                                       | Lemaire                             | 1966                      | X                   | |
| A. argus (Automeris fuscus)                                          | Neumogen & Dyar (Luther)            | 1893 (1907)               | X                   | |
| A. ari                                                               | Brechlin                            | 2016                      | X                   | |
| A. arianae                                                           | Brechlin & Meister                  | 2011                      | belti               | |
| A. arminandensis                                                     | Brechlin & Käch                     | 2017                      | cecrops (cecrops)   | |
| A. arminia                                                           | Stoll                               | 1781                      | cecrops (arminia)   | |
| A. atrolimbata                                                       | Lemaire                             | 1973                      | X                   | |
| A. aristei                                                           | Dognin                              | 1923                      | X                   | |
| A. aspersus                                                          | Bouvier                             | 1929                      | X                   | |
| A. ater (A. umbrosa)                                                 | Conte (Lemaire)                     | 1906 (2002)               | X                   | |
| A. aurantiaca (A. naranja) (A. naranja pernambucensis) (A. lineatus) | Weymer (Schaus) (Lemaire) (Bouvier) | 1907 (1898) (1973) (1930) | X                   | |
| A. aurosea                                                           | Neumoegen                           | 1882                      | X                   | |
| A. averna                                                            | Druce                               | 1886                      | X                   | |

### B
| Espécie (Sinônimo)       | Autoridade (Sin. Autoridade)              | Ano (Sin. Ano) | Grupo (subgrupo)    | Subespécies                                                                                 |
| ------------------------ | ----------------------------------------- | -------------- | ------------------- | ------------------------------------------------------------------------------------------- |
| A. bahamata              | Brechlin & Meister                        | 2014           | illustris (hamata)  |                                                                                             |
| A. balachowskyi          | Lemaire                                   | 1966           | illustris (hamata)  |                                                                                             |
| A. banus (Io banus)      | Boisduval (Boisduval)                     | 1875 (1875)    | illustris (banus)   | A. banus argentifera A. banus banumediata A. banus banus A. banus proxima A. banus proximus |
| A. barinasmargaritae     | Brechlin & Meister                        | 2011           | cecrops (cecrops)   |                                                                                             |
| A. barragani             | Brechlin, Käch & Meister                  | 2013           | cecrops (cecrops)   |                                                                                             |
| A. basalis               | Walker                                    | 1855           | X                   |                                                                                             |
| A. beckeri               | Herrich-Schäffer                          | 1856           | X                   |                                                                                             |
| A. belizonensis          | Brechlin & Meister                        | 2014           | illustris (bilinea) |                                                                                             |
| A. belti                 | Druce                                     | 1886           | belti               | A. belti belti A. belti zaruma                                                              |
| A. beneluzi              | X                                         | X              | X                   |                                                                                             |
| A. beutelspacheri        | Lemaire                                   | 2003           | X                   |                                                                                             |
| A. bilinea               | Walker                                    | 1855           | ilustris (bilinea)  | A. bilinea bilinea A. bilinea tamphilus                                                     |
| A. bilineata             | X                                         | X              | X                   |                                                                                             |
| A. boops                 | Felder & Rogenhofer                       | 1874           | egeus               |                                                                                             |
| A. boucardi              | Druce                                     | 1886           | X                   |                                                                                             |
| A. boudinoti             | Lemaire                                   | 1982           | X                   |                                                                                             |
| A. boudinotiana          | Lemaire                                   | 1986           | X                   |                                                                                             |
| A. brenneri Automeris io | Brechlin, Meister & van Schayck Fabricius | 2011 1775      | io                  |                                                                                             |
| A. brasiliensis          | Boisduval                                 | 1875           | X                   |                                                                                             |

### C
| Espécie (Sinônimo)                       | Autoridade (Sin. Autoridade)                  | Ano (Sin. Ano) | Grupo (subgrupo)    | Subespécies                               |
| ---------------------------------------- | --------------------------------------------- | -------------- | ------------------- | ----------------------------------------- |
| A. caeca Automeris io                    | Igel Fabricius                                | 1928 1775      | X                   |                                           |
| A. castrensis                            | Schaus                                        | 1898           | X                   |                                           |
| A. caucensis Automeris doelfi            | Lemaire Brechlin , Käch & Meister             | 1976 2011      | alticola            |                                           |
| A. cecrojaliscensis                      | Brechlin & Meister                            | 2011           | cecrops (cecrops)   |                                           |
| A. cecrops Io cecrops                    | Boisduval                                     | 1875           | cecrops (cecrops)   | A. cecrops cecrops A. cecrops pamina      |
| A. celata                                | Lemaire                                       | 1969           | montezuma           |                                           |
| A. chacona                               | Draudt                                        | 1929           | X                   | A. chacona chacona A. chacona cochabambae |
| A. chaconoides                           | Brechlin & Meister                            | 2008           | X                   |                                           |
| A. chanchamayensis                       | Brechlin & Van Schayck                        | 2017           | cecrops (cecrops)   |                                           |
| A. chiricahuana                          | Schüssler                                     | 1934           | X                   |                                           |
| A. choco                                 | Brechlin & Meister                            | 2011           | montezuma           |                                           |
| A. chrisbrechlinae                       | Brechlin & Meister                            | 2014           | egeus               |                                           |
| A. chrisbrechlinianae                    | Brechlin & Meister                            | 2011           | belti               |                                           |
| A. chrismeisterae                        | Brechlin & Meister                            | 2011           | randa (illustris)   |                                           |
| A. cinctistriga Hyperchiria cinctistriga | C. Felder & Rogenhofer C. Felder & Rogenhofer | 1874           | X                   |                                           |
| A. claryi                                | Naumann, Brosch & Wenczel                     | 2005           | X                   |                                           |
| A. cochabambensis                        | ?                                             | ?              | X                   |                                           |
| A. colenon (A. thyreon)                  | Dyar (Dyar)                                   | 1912 (1912)    | X                   |                                           |
| A. comayaguana                           | Brechlin                                      | 2017           | bilinea (illustris) |                                           |
| A. complicata                            | Walker                                        | 1855           | X                   |                                           |
| A. conceptiona                           | Brechlin                                      | 2016           | alticola            |                                           |
| A. coresus                               | Boisduval                                     | 1859           | X                   |                                           |
| A. cosangana                             | Brechlin, Käch & Meister                      | 2013           | arminia (belti)     |                                           |
| A. cryptica                              | Dognin                                        | 1911           | X                   |                                           |
| A. cundinamarcensis                      | Brechlin & Meister                            | 2011           | cecrops (cecrops)   |                                           |
| A. curvilinea                            | Schaus                                        | 1906           | X                   |                                           |
| A. cuscoata                              | Brechlin & Meister                            | 2011           | cecrops (cecrops)   |                                           |
| A. cuscosylviae                          | Brechlin & Meister                            | 2011           | bilinea (illustris) |                                           |
| A. cochabambae                           | Lemaire                                       | 1971           | X                   | Poss. subesp. de A. chacona               |
| A. coffeae                               | Boisduval                                     | 1875           | X                   |                                           |
| A. collateralis                          | Hampson                                       | ?              | X                   |                                           |
| A. colombianus                           | Bouvier                                       | 1929           | X                   |                                           |
| A. coloradensis                          | Cockerell                                     | 1914           | X                   |                                           |
| A. columbiana                            | Draudt                                        | 1929           | X                   |                                           |
| A. conjuncta                             | Köhler                                        | 1935           | X                   |                                           |
| A. corollaria                            | Perry                                         | 1810           | X                   |                                           |
| A. crassus                               | Conte                                         | 1906           | X                   |                                           |
| A. crudelis                              | Maassen & Weymer                              | 1886           | X                   |                                           |
| A. cruentus                              | Niepelt                                       | 1934           | X                   |                                           |
| A. curitiba                              | Schaus                                        | 1921           | X                   |                                           |

### D
| Espécie (Sinônimo)            | Autoridade (Sin. Autoridade)      | Ano (Sin. Ano) | Grupo (subgrupo)    | Subespécies         |
| ----------------------------- | --------------------------------- | -------------- | ------------------- | ------------------- |
| A. dagmarae                   | Brechlin & Meister                | 2011           | janus               |                     |
| A. dandemon                   | Dyar                              | 1912           | X                   |                     |
| A. daudiana                   | Druce                             | 1894           | X                   |                     |
| A. denhezi                    | Meister (?)                       | 2010 (?)       | X                   |                     |
| A. denhezorum                 | Lemaire                           | 1966           | X                   |                     |
| A. denticulata                | Conte                             | 1906           | X                   |                     |
| A. descimoni                  | Lemaire                           | 1972           | X                   |                     |
| A. despicata                  | Draudt                            | 1929           | X                   | A. d. santaclariana |
| A. despicatoides              | Brechlin & Van Schayck            | 2017           | bilinea (illustris) |                     |
| A. dianae                     | Brechlin & Meister                | 2011           | hamata (illustris)  |                     |
| A. diavolanda                 | Naumann , Brosch & Wenczel        | 2005           | X                   |                     |
| A. doelfi Automeris caucensis | Brechlin , Käch & Meister Lemaire | 2011 1976      | alticola            |                     |
| A. dognini                    | Lemaire                           | 1966           | X                   |                     |
| A. draudtiana                 | Lemaire                           | 1973           | io                  |                     |
| A. dunschei                   | Brechlin & Van Schayck            | 2017           | cecrops (cecrops)   |                     |
| A. denticulatus               | Conte                             | 1906           | X                   |                     |
| A. denudata                   | Bouvier                           | 1930           | X                   |                     |
| A. duchartrei                 | Bouvier                           | 1936           | X                   |                     |
| A. dioxippus                  | Boisduval                         | 1875           | X                   |                     |
| A. divergens                  | Boisduval                         | 1875           | X                   |                     |
| A. draudti                    | Roeber                            | 1934           | X                   |                     |

### E
| Espécie (Sinônimo)                                    | Autoridade (Sin. Autoridade)                  | Ano (Sin. Ano) | Grupo (subgrupo)  | Subespécies |
| ----------------------------------------------------- | --------------------------------------------- | -------------- | ----------------- | ----------- |
| A. ecuata                                             | Brechlin & Meister                            | 2011           | cecrops (cecrops) |             |
| A. egeus                                              | Cramer                                        | 1775           | egeus             |             |
| A. elcearaiana                                        | Brechlin & Meister                            | 2014           | arminia (cecrops) |             |
| A. elenensis                                          | Lemaire                                       | 2002           | X                 |             |
| A. eogena (Hyperchiria eogena)                        | C. Felder & R. Felder (C. Felder & R. Felder) | 1874 (1874)    | X                 |             |
| A. escalantei Automeris altapazia                     | Lemaire Brechlin & Meister                    | 1969 2011      | montezuma         |             |
| A. excreta                                            | Draudt                                        | 1929           | X                 |             |
| A. exigua                                             | Lemaire                                       | 1977           | janus             |             |
| A. ecuadora                                           | Weymer                                        | 1908           | X                 |             |
| A. escalantei Automeris altapazia                     | Lemaire Brechlin & Meister                    | 1969 2011      | montezuma         |             |
| A. egeides                                            | Bouvier                                       | ?              | X                 |             |
| A. elegans                                            | Conte                                         | 1906           | X                 |             |
| A. equatorialis                                       | Bouvier                                       | 1936           | X                 |             |
| A. erisichton A. liberia                              | Boisduval Lemaire                             | 1875 1996      | X                 |             |
| A. erubescens Pseudautomeris erubescens Io erubescens | Conte Boisduval                               | 1906 (?) 1875  | X                 |             |
| A. euryopa Automeris melanops                         | Mörschle Draidt                               | 1872 1929      | X                 |             |
| A. excentricus                                        | Bouvier                                       | 1936           | X                 |             |

### F
| Espécie (Sinônimo)         | Autoridade (Sin. Autoridade) | Ano (Sin. Ano) | Grupo (subgrupo)  | Subespécies                                     |
| -------------------------- | ---------------------------- | -------------- | ----------------- | ----------------------------------------------- |
| A. fabiani                 | Brechlin & Meister           | 2011           | belti             |                                                 |
| A. falco                   | Jordan                       | 1910           | X                 |                                                 |
| A. fieldi                  | Lemaire                      | 1969           | X                 | A. f. fieldseptentrides A. f. cinctinicaraguana |
| A. fletcheri               | Lemaire                      | 1966           | X                 |                                                 |
| A. frankae                 | Brechlin & Meister           | 2011           | cecrops (cecrops) |                                                 |
| A. fabricii                | Grote & Robinson             | 1868           | X                 |                                                 |
| A. falcifer                | Conte                        | 1906           | X                 |                                                 |
| A. ferruginea              | Draudt                       | 1929           | X                 |                                                 |
| A. ferrugineus             | Bouvier                      | 1929           | X                 |                                                 |
| A. flavomarginatus         | Conte                        | 1906           | X                 |                                                 |
| A. foucheri                | Bouvier                      | 1927           | X                 |                                                 |
| A. fumosa                  | Boisduval                    | 1875           | X                 |                                                 |
| A. fusca Hyperchiria fusca | Luther Walker                | 1907 1855      | X                 |                                                 |

### G
| Espécie (Sinônimo)     | Autoridade (Sin. Autoridade) | Ano (Sin. Ano) | Grupo (subgrupo)    | Subespécies |
| ---------------------- | ---------------------------- | -------------- | ------------------- | ----------- |
| A. gabriellae          | Lemaire                      | 1966           | X                   |             |
| A. gadouae             | Lemaire                      | 1966           | X                   |             |
| A. goiasensis          | Lemaire                      | 1977           | X                   |             |
| A. godartii            | Boisduval                    | 1875           | X                   |             |
| A. galecio             | Brechlin & Käch              | 2017           | bilinea (illustris) |             |
| A. goodsoni            | Lemaire                      | 1966           | X                   |             |
| A. grammoboliviana     | Brechlin & Meister           | 2011           | grammodes           |             |
| A. grammocajamarcensis | Brechlin & Meister           | 2011           | grammodes           |             |
| A. grammocuscoensis    | Brechlin & Meister           | 2011           | grammodes           |             |
| A. grammodes           | Jordan                       | 1912           | grammodes           |             |
| A. grammopiurensis     | Brechlin & Meister           | 2011           | grammodes           |             |
| A. granulosa           | Conte                        | 1906           | X                   |             |
| A. gunneri             | Brechlin                     | 2016           | alticola            |             |
| A. geayi               | Bouvier                      | X              | X                   |             |
| A. gradli              | Sageder                      | 1939           | X                   |             |
| A. grisea              | Bouvier                      | 1930(?)        | X                   |             |
| A. griseorosea         | Bouvier                      | 1930           | X                   |             |
| A. guyanensis          | Bouvier                      | 1936           | X                   |             |

### H
| Espécie (Sinônimo)         | Autoridade (Sin. Autoridade) | Ano (Sin. Ano) | Grupo (subgrupo)    | Subespécies                      |
| -------------------------- | ---------------------------- | -------------- | ------------------- | -------------------------------- |
| A. hamata (Hylesia hamata) | Schaus (Schaus)              | 1906 (1911)    | illustris (hamata)  |                                  |
| A. handschugi              | Brechlin                     | 2017           | illustris (bilinea) |                                  |
| A. harriamazonica          | Brechlin & Meister           | 2011           | cecrops (cecrops)   |                                  |
| A. harricajamarcensis      | Brechlin & Meister           | 2011           | cecrops (cecrops)   |                                  |
| A. harrisorum              | Lemaire                      | 1966           | X                   | A. h. harrisorum A. h. latenigra |
| A. harriyungasiana         | Brechlin & Meister           | 2011           | cecrops (cecrops)   |                                  |
| A. hausmanni               | Brechlin                     | 2016           | alticola            |                                  |
| A. haxairei                | Herbin                       | 2003           | X                   |                                  |
| A. hebe (Hyperchiria hebe) | Walker (Walker)              | 1855 (1855)    | X                   |                                  |
| A. hegena                  | Brechlin & Meister           | 2011           | io                  |                                  |
| A. heppneri                | Lemaire                      | 1982           | grammodes           |                                  |
| A. hesdimasiana            | Brechlin & Meister           | 2014           | io                  |                                  |
| A. hesselorum              | Ferguson                     | 1972           | X                   |                                  |
| A. huascari                | Brechlin, Käch & Meister     | 2013           | alticola            |                                  |
| A. hagar                   | Niepelt                      | 1927           | X                   |                                  |
| A. herse                   | Hoffmann                     | 1942           | X                   |                                  |

### I
| Espécie (Sinônimo) | Autoridade (Sin. Autoridade)                                                                                  | Ano (Sin. Ano)                                                      | Grupo (subgrupo)      | Subespécies                                                              |
| --- | --- | ------------------------------------------------------------------- | --------------------- | ------------------------------------------------------------------------ |
| A. illustris (Io pylades) (Io coffeae) (Io phales) (Automeris pelotas) | Walker (Boisduval) (Strand)                                                                                   | 1855 (1875) (1920)                                                  | illustris (illustris) |                                                                          |
| A. iguaquensis | Lemaire & Amarillo                                                                                            | 1992                                                                | alticola              |                                                                          |
| A. incarnata | Walker | 1865                                                                | X                     |                                                                          |
| A. innoxia | Schaus | 1906                                                                | X                     |                                                                          |
| A. inornata | Walker | 1855                                                                | X                     |                                                                          |
| A. intertridens (Bombyx io) | Brechlin & Meister                                                                                            | 2011                                                                | randa                 |                                                                          |
| A. io (Bombyx io) (Hyperchiria varia) (Automeris argus) (Automeris lutheri) (Automeris coloradensis) (Automeris texana) (Automeris caeca) (Automeris mexicana) (Automeris packardi) | Fabricius (Fabricius) (Walker) (Neumoegen & Dyar) (Cockerell) (Barnes & Benjamin) (Igel) (Draudt) (Schüssler) | 1775 (1775) (1855) (1893) (1914) (1914) (1923) (1928) (1929) (1934) | io                    | A. i. draudtiana A. i. io A. i. lilith A. i. neomexicana A. i. potosiana |
| A. iris | Walker | 1865                                                                | X                     | *A. i. hesselorum (Ferguson, 1972) *A. i. iris (Walker, 1865)            |
| A. isabellae | Brechlin & Käch                                                                                               | 2017                                                                | cecrops               |                                                                          |
| A. iwanowitschi (Automeris papallactensis ) | Brechlin, Käch & Meister (Brechlin, Käch & Meister)                                                           | 2013 (2013)                                                         | alticola              |                                                                          |
| A. immodicus | Bouvier | 1930                                                                | X                     |                                                                          |
| A. insolens | Maassen | 1929                                                                | X                     |                                                                          |
| A. intermedius (Agliopsis intermedius) | Bouvier (Bouvier)                                                                                             | 1929 (1929)                                                         | X                     |                                                                          |

### J
| Espécie (Sinônimo)        | Autoridade (Sin. Autoridade) | Ano (Sin. Ano) | Grupo (subgrupo)    | Subespécies                   |
| ------------------------- | ---------------------------- | -------------- | ------------------- | ----------------------------- |
| A. jalishena              | Brechlin & Meister           | 2011           | io                  |                               |
| A. janrudloffi            | Brechlin & Meister           | 2011           | cecrops             |                               |
| A. janus (Phalaena janus) | Cramer ( Cramer)             | 1775 (1775)    | janus               |                               |
| A. jinotegana             | Brechlin & Meister           | 2011           | montezuma           |                               |
| A. jivaros                | Dognin                       | 1890           | X                   | A. jivaros dognin             |
| A. jolantheae             | Mielke & de Almeida-Neto     | 2007           | X                   |                               |
| A. juarezia               | Brechlin & Meister           | 2011           | montezuma           |                               |
| A. jucunda                | Stoll                        | 1781           | X                   |                               |
| A. jucundoides            | Schaus                       | 1906           | X                   |                               |
| A. joiceyi                | Bouvier                      | 1930           | X                   |                               |
| A. junonia                | Walker                       | 1866           | X                   |                               |
| A. juliae                 | Brechlin & Käch              | 2017           | illustris (hamata)  |                               |
| A. junogabriellae         | Brechlin & Meister           | 2011           | illustris (bilinea) |                               |
| A. jupachacona            | Brechlin & Meister           | 2011           | illustris (hamata)  | sinônima da Automeris chacona |

### K
| Espécie (Sinônimo) | Autoridade (Sin. Autoridade) | Ano (Sin. Ano) | Grupo (subgrupo)    | Subespécies |
| ------------------ | ---------------------------- | -------------- | ------------------- | ----------- |
| A. kaechi          | Brechlin & Meister           | 2011           | illustris (bilinea) |             |
| A. kitchingi       | Brechlin & Meister           | 2011           | cecrops (cecrops)   |             |
| A. kopturae        | Lemaire                      | 1982           | belti               |             |

### L
| Espécie (Sinônimo) | Autoridade (Sin. Autoridade) | Ano (Sin. Ano) | Grupo (subgrupo) | Subespécies |
| ------------------ | ---------------------------- | -------------- | ---------------- | ----------- |
| A. labriquei       | Naumann, Brosch & Wenczel    | 2005           | X                |             |
| A. lachaumei       | Lemaire                      | 2002           | X                |             |
| A. lamercedia      | Brechlin & Meister           | 2011           | hamata           |             |

### N
| Espécie (Sinônimo) | Autoridade (Sin. Autoridade) | Ano (Sin. Ano) | Grupo (subgrupo) | Subespécies |
| ------------------ | ---------------------------- | -------------- | ---------------- | ----------- |
| A. naranja         | Schaus                       | 1898           | X                |             |

## Relação do "BOLD System"
Espécies relacionadas pelo BOLD System (316 nomeadas, de 361 listadas):
| Automeris abdomicajamarcensis Automeris abdomimeridensis Automeris abdominalis Automeris abdominapoensis Automeris abdomiorientalis Automeris abdomipichinchensis Automeris abdomipiurensis Automeris adusta Automeris ahuitzotli Automeris aknorkei Automeris altapazia Automeris alticarchensis Automeris alticola Automeris altotridens Automeris amagabriellae Automeris amaloretensis Automeris amanda Automeris amasanata Automeris amoena Automeris andensis Automeris andicola Automeris angulatus Automeris anika Automeris anikmeisterae Automeris annulata Automeris argentifera Automeris ari Automeris arianae Automeris arminandensis Automeris arminia Automeris atrolimbata Automeris bahamata Automeris balachowskyi Automeris banus Automeris barinasmargaritae Automeris barragani Automeris basalis Automeris beckeri Automeris belizonensis Automeris belti Automeris beneluzi Automeris beutelspacheri Automeris bilinea Automeris bilineata Automeris boops Automeris boucardi Automeris boudinoti Automeris boudinotiana Automeris brenneri Automeris castrensis Automeris caucensis Automeris cecrojaliscensis Automeris cecrops Automeris celata Automeris chacona Automeris chaconoides Automeris chanchamayensis Automeris choco Automeris chrisbrechlinae Automeris chrisbrechlinianae Automeris chrismeisterae Automeris cinctistriga Automeris claryi Automeris cochabambensis Automeris colenon Automeris comayaguana Automeris complicata Automeris conceptiona Automeris coresus Automeris cosangana Automeris cryptica Automeris cundinamarcensis Automeris curvilinea Automeris cuscoata Automeris cuscosylviae Automeris dagmarae Automeris dandemon Automeris daudiana Automeris denhezi Automeris denhezorum Automeris denticulata Automeris descimoni Automeris despicata Automeris despicatoides Automeris dianae Automeris diavolanda Automeris doelfi Automeris dognini Automeris draudtiana Automeris duchartrei Automeris dunschei Automeris ecuata Automeris egeus Automeris elcearaiana Automeris elenensis Automeris eogena Automeris escalantei Automeris excreta Automeris exigua Automeris fabiani Automeris falco Automeris fieldi Automeris fletcheri Automeris frankae Automeris gabriellae Automeris gadouae | Automeris galecio Automeris godartii Automeris goiasensis Automeris goodsoni Automeris grammoboliviana Automeris grammocajamarcensis Automeris grammocuscoensis Automeris grammodes Automeris grammopiurensis Automeris granulosa Automeris gunneri Automeris hamata Automeris handschugi Automeris harriamazonica Automeris harricajamarcensis Automeris harrisorum Automeris harriyungasiana Automeris hausmanni Automeris haxairei Automeris hebe Automeris hegena Automeris heppneri Automeris hesdimasiana Automeris hesselorum Automeris huascari Automeris iguaquensis Automeris illustris Automeris incarnata Automeris innoxia Automeris inornata Automeris intertridens Automeris io Automeris iris Automeris isabellae Automeris iwanowitschi Automeris jalishena Automeris janrudloffi Automeris janus Automeris jinotegana Automeris jivaros Automeris jolantheae Automeris juarezia Automeris jucunda Automeris jucundoides Automeris juliae Automeris junogabriellae Automeris jupachacona Automeris kaechi Automeris kitchingi Automeris kopturae Automeris labriquei Automeris lachaumei Automeris lamercedia Automeris lapaza Automeris lapazchowskyi Automeris larra Automeris latenigra Automeris latua Automeris lauta Automeris lecourti Automeris lemairei Automeris lemensis Automeris lempirensis Automeris lenarti Automeris liberia Automeris lojana Automeris louisiana Automeris luciorum Automeris macphaili Automeris maeonia Automeris magdaleniana Automeris mailinae Automeris managuana Automeris manantlanensis Automeris manzanoi Automeris maoena Automeris margaritae Automeris marsoni Automeris marxi Automeris masti Automeris maximae Automeris melanops Automeris melichari Automeris melmon Automeris meridionalis Automeris metzli Automeris miamazonica Automeris micheneri Automeris michoacana Automeris midea Automeris mideloretensis Automeris midenapoensis Automeris mideperuensis Automeris mixthena Automeris mixtus Automeris moenchorum Automeris moloneyi Automeris montegabriellae Automeris montezuma Automeris moresca Automeris muscula Automeris napoensis Automeris naranja Automeris nebulosa | Automeris neomexicana Automeris niepelti Automeris nogueirai Automeris nubila Automeris oaxacensis Automeris oaxhena Automeris oberthurii Automeris occidentalis Automeris occidentorestes Automeris occiecuatoriana Automeris oiticicai Automeris orestes Automeris orneatoides Automeris oroiana Automeris ovalina Automeris pacchana Automeris pallidior Automeris papallactensis Automeris paracelata Automeris parachacona Automeris paracreta Automeris parafera Automeris parageus Automeris parainornata Automeris paralarra Automeris paramaculata Automeris paramelanops Automeris parapichinchensis Automeris paravolanda Automeris paraxigua Automeris parecuata Automeris pastaziana Automeris patagoniensis Automeris peggyae Automeris peggyanae Automeris peigleri Automeris pelaezi Automeris peruviana Automeris peruvianus Automeris petrovae Automeris phrynon Automeris pichichensis Automeris pinasi Automeris pinasiana Automeris pomifera Automeris pomiferoides Automeris postalbida Automeris praemargaritae Automeris pueblensis Automeris punochacona Automeris randa Automeris rectilinea Automeris risquindensis Automeris rostralis Automeris rougeoti Automeris rubrescens Automeris rudloffjani Automeris sachai Automeris salkorum Automeris sandimasiana Automeris sarapiqui Automeris schwartzi Automeris silkae Automeris siri Automeris stacieae Automeris stumpei Automeris styx Automeris submacula Automeris suteri Automeris sylviae Automeris tamaulipasiana Automeris tamsi Automeris tatiae Automeris themis Automeris tolimaiensis Automeris tridens Automeris tristis Automeris tuxlana Automeris umbrosa Automeris unifasciatus Automeris uniorientalis Automeris vanschaycki Automeris viksinjaevi Automeris vincentensis Automeris vomona Automeris watsoni Automeris wayampi Automeris wenczeli Automeris werneri Automeris wernermeisteri Automeris winbrechlini Automeris winbrechliniani Automeris windiana Automeris witti Automeris yungaiana Automeris yungasmargaritae Automeris zamorana Automeris zaruma Automeris zephyria Automeris zoziboucardi Automeris zozimanaguana Automeris zozine Automeris zozinicaraguana Automeris zugana Automeris zurobara Automeris zurouae |

## Lista daCatalogue of Life
Esta listagem conforme a base de dados de Catalogue of Life.
| Automeris abdominalis Automeris adelon Automeris adusta Automeris affinis Automeris alticola Automeris altus Automeris amanda Automeris amoena Automeris amoenoides Automeris andicola Automeris angulatus Automeris annulata Automeris approximata Automeris argentifera Automeris argus Automeris aristei Automeris arminia Automeris aspersus Automeris ater Automeris atrolimbata Automeris attenuata Automeris aurantiaca Automeris aurosea Automeris averna Automeris balachowskyi Automeris banus Automeris basalis Automeris beckeri Automeris belti Automeris bilinea Automeris boops Automeris boucardi Automeris brasiliensis Automeris caeca Automeris castrensis Automeris caucensis Automeris cecrops Automeris celata Automeris chacona Automeris chiricahuana Automeris cinctistriga Automeris cochabambae Automeris coffeae Automeris colenon Automeris collateralis Automeris colombianus Automeris coloradensis Automeris columbiana Automeris complicata Automeris conjuncta Automeris coresus Automeris corollaria Automeris crassus Automeris crudelis Automeris cruentus Automeris cryptica Automeris curitiba Automeris curvilinea Automeris dandemon Automeris daudiana Automeris denhezorum Automeris denticulatus Automeris denudata Automeris descimoni Automeris despicata Automeris dioxippus Automeris divergens Automeris dognini Automeris draudti Automeris draudtiana Automeris duchartrei Automeris ecuadora Automeris egeides Automeris egeus Automeris elegans Automeris eogena Automeris equatorialis Automeris erisichton Automeris erubescens Automeris escalantei Automeris euryopa Automeris excreta Automeris excentricus Automeris exigua Automeris fabricii Automeris falcifer Automeris falco Automeris ferruginea | Automeris ferrugineus Automeris fieldi Automeris flavomarginatus Automeris fletcheri Automeris foucheri Automeris fumosa Automeris fusca Automeris gabriella Automeris gadouae Automeris geayi Automeris godarti Automeris goiasensis Automeris goodsoni Automeris gradli Automeris grammodes Automeris granulosus Automeris grisea Automeris griseorosea Automeris guyanensis Automeris hagar Automeris hamata Automeris harrisorum Automeris hebe Automeris heppneri Automeris herse Automeris hesselorum Automeris illustris Automeris immodicus Automeris incarnata Automeris innoxia Automeris inornata Automeris insolens Automeris intermedius Automeris io Automeris iris Automeris janus Automeris jivaros Automeris joiceyi Automeris jucunda Automeris jucundoides Automeris junonia Automeris kopturae Automeris larra Automeris latenigra Automeris laticinctus Automeris lauroia Automeris lauta Automeris lemensis Automeris levrati Automeris liberia Automeris lichyi Automeris lilith Automeris limpida Automeris lineatus Automeris louisiana Automeris lutheri Automeris macareis Automeris macphaili Automeris maculatus Automeris maeonia Automeris malvacea Automeris margaritae Automeris masti Automeris megalops Automeris melanops Automeris melmon Automeris meridiana Automeris meridionalis Automeris metzli Automeris mexicana Automeris micheneri Automeris midea Automeris mirabilis Automeris mixtus Automeris modesta Automeris moerens Automeris moloneyi Automeris montezuma Automeris moresca Automeris morescoides Automeris naranja Automeris nebulosus Automeris neomexicana Automeris niepelti Automeris nigra Automeris nigrescens Automeris nigrocinctus Automeris nigrolineata | Automeris nopaltzin Automeris oberthürii Automeris oblonga Automeris obscura Automeris obsoleta Automeris occidentalis Automeris oiticicai Automeris orestes Automeris orneates Automeris orneatoides Automeris ovalina Automeris oweni Automeris packardi Automeris palegon Automeris pallens Automeris pallida Automeris pallidior Automeris pamina Automeris panamensis Automeris paramaculata Automeris parilis Automeris peigleri Automeris pelotas Automeris pencillatus Automeris pernambucensis Automeris peruviana Automeris peruvianus Automeris phales Automeris phrynon Automeris pichinchensis Automeris pictus Automeris pomifera Automeris postalbida Automeris proximus Automeris pupilla Automeris pylades Automeris randa Automeris rectilinea Automeris rosea Automeris roseus Automeris rotunda Automeris rougeoti Automeris rubiginosa Automeris rubrescens Automeris rufobrunnea Automeris schwartzi Automeris seclusa Automeris serpina Automeris simplex Automeris sinuatus Automeris strandi Automeris styx Automeris submacula Automeris subobscura Automeris subpictus Automeris surinamensis Automeris sybilla Automeris tamphilus Automeris tamsi Automeris tetraomma Automeris texana Automeris themis Automeris thyreon Automeris titania Automeris tridens Automeris tristis Automeris tucumana Automeris umbracticus Automeris umbrosa Automeris unifasciatus Automeris unilateralis Automeris varia Automeris vergnei Automeris vinosus Automeris violacea Automeris violascens Automeris vividior Automeris vomona Automeris watsoni Automeris windiana Automeris zaruma Automeris zelleri Automeris zephyria Automeris zephyriata Automeris zozine Automeris zugana Automeris zurobara |